# Homer Bigart
Homer William Bigart (Hawley, 25 de octubre de 1907-Portsmouth, 16 de abril de 1991) fue un reportero de guerra estadounidense que trabajó para el New York Herald Tribune de 1929 a 1955 (más tarde conocido como International Herald Tribune) y para The New York Times desde 1955 hasta su jubilación en 1972. Fue considerado un "reportero de reporteros" y un "modelo a seguir perdurable". Ganó dos premios Pulitzer como corresponsal de guerra, así como la mayoría de los otros premios importantes de periodismo.

## Primeros años
Nació en Hawley, Pensilvania; hijo de Homer S. Bigart, un fabricante de lana, y Anna Schardt Bigart. A la autora Karen Rothmeyer, le confió cerca del final de su vida lo siguiente:
Decidí que me convertiría en arquitecto porque sonaba tan prestigioso y tan fácil. Especialmente fácil. Fui a lo que entonces era Carnegie Tech en Pittsburgh y rápidamente descubrí que si ibas a ser arquitecto, al menos tenías que aprender a dibujar. Pero ni siquiera pude hacer eso. La única calificación aprobatoria que obtuve fue en inglés, así que decidí que lo único que podía hacer era convertirme en periodista".
Se transfirió a la Escuela de Periodismo de la Universidad de Nueva York en 1929.

## Carrera
Consiguió un trabajo de medio tiempo como copista nocturno en el Herald Tribune, luego abandonó la escuela para trabajar a tiempo completo en el periódico. Tenía un tartamudeo y una velocidad de escritura dolorosamente lenta que no impidió que lo ascendieran a reportero de asignaciones generales después de cuatro años.

### Segunda Guerra Mundial
En 1942, con la Segunda Guerra Mundial en pleno apogeo, se le pidió a Bigart que se convirtiera en corresponsal de guerra. Afirmó que, aunque nunca le gustó la guerra, cuando fue asignado a Londres:
Estos primeros meses fueron los más felices que creo que he pasado en el periodismo. Me gustaba la gente y me gustaba la ciudad. Hubo una especie de pausa en la guerra de los ataques aéreos, por lo que tenías la emoción de estar en un área de guerra sin ningún peligro real.
Él y otros siete reporteros volaron en misiones de bombardeo sobre Alemania como parte de "The Writing 69th". En una de esas misiones a Wilhelmshaven en marzo de 1943, la formación de bombarderos B-17 en la que él y sus compañeros reporteros Walter Cronkite y Gladwin Hill volaban sufrió grandes pérdidas a manos de los cazas enemigos. También cubrió los combates en el norte de África, Italia y el sur de Francia. Cuando Alemania se rindió, se fue al Pacífico y fue uno de los primeros reporteros en entrar en Hiroshima tras el bombardeo atómico. Por este último trabajo, ganó el Premio Pulitzer de Reportajes Telegráficos - Internacional, citando "su distinguido reportaje durante el año 1945 desde el teatro de guerra del Pacífico".
El secretario de Guerra, Robert P. Patterson, honró a los corresponsales de guerra, incluido Bigart, en un evento en Washington el 23 de noviembre de 1946. 
Esta fue solo la primera de varias guerras que Bigart cubriría.

### Guerra de Corea
El siguiente paso fue la guerra de Corea, donde se enfrentó con la reportera del Herald Tribune, Marguerite Higgins. Bigart recordó:
Cuando salí pensé que era el principal corresponsal de guerra y pensé que ella, siendo la corresponsal en Tokio, debería estar de vuelta en Tokio. Pero ella no veía las cosas de esa manera. Era una persona muy valiente, tontamente valiente. Como resultado, sentí que tenía que salir y que me dispararan de vez en cuando. Así que me molestó eso. 
No obstante, Bigart, Higgins y otros cuatro, dos del Chicago Daily News y dos de Associated Press, compartieron el Premio Pulitzer de Periodismo Internacional de 1951. Una vez más, estaba en medio de las cosas; un despacho del 10 de julio de 1950 describió haber sido atrapado entre tanques norcoreanos y un bombardeo de artillería estadounidense. Newsweek lo llamó "el mejor corresponsal de guerra de una generación asediada".
Dejó el Herald Tribune en 1955. Posteriormente comenzó  trabajar para The New York Times. Cubrió el juicio del nazi Adolf Eichmann en 1961.

### Guerra de Vietnam
En 1962, Bigart fue enviado a Vietnam del Sur, donde permaneció durante seis meses. Pronto se dio cuenta de que la guerra fue un error y dijo: "Nunca pensé que seríamos tan estúpidos como para enviar tropas terrestres allí en primer lugar, después de la experiencia en Corea".

### Movimiento por los derechos civiles
The New York Times envió a Bigart a cubrir algunos de los eventos más significativos de la lucha de los afroestadounidenses del sur por los derechos civiles. Siguió a la 101.ª División Aerotransportada a Little Rock, Arkansas en 1957, en respuesta a la negativa del gobernador Orval Faubus de cumplir con las órdenes de la corte federal de eliminar la segregación en las escuelas públicas de la ciudad. Cubrió las manifestaciones en San Agustín, Florida que condujeron directamente a la aprobación de la histórica Ley de Derechos Civiles de 1964. El impacto contundente de su despacho con los opositores a los derechos civiles en Filadelfia, Misisipi, llamándolos "peckerwoods" y "rednecks", luego de la desaparición de los activistas de derechos civiles Mickey Schwerner, James Cheney y Andrew Goodman, distingue a Bigart de otros reporteros del Times.

## Vida personal
Se divorció de su primera esposa, Alice Veit. Su segunda esposa, Alice Weel, murió de cáncer en 1969. Alice Weel Bigart fue la primera mujer en escribir a tiempo completo para un programa de noticias de una cadena estadounidense, cuando se unió a Douglas Edwards and the News de CBS en 1948 y luego se convirtió en productora de 60 Minutes). Hélène Montgomery-Moore, la viuda del Mayor Cecil Montgomery-Moore, DFC, financió el programa Mrs. Beca Cecil Montgomery-Moore para periodismo, en memoria de Alice Weel Bigart.
Bigart se retiró en 1973 y falleció en 1991 en Portsmouth, Nuevo Hampshire a causa del cáncer que padecía. Le sobrevivió su tercera esposa, Else Holmelund Minarik, escritora de libros para niños.

## Libros
- Forward Positions: The war correspondence of Homer Bigart, ed. Betsy Wade (Prensa de la Universidad de Arkansas, 1992); ISBN 1557282579.[13]